# Mýto pod Ďumbierom
Mýto pod Ďumbierom és un poble i municipi d'Eslovàquia. Es troba a la regió de Banská Bystrica.

## Història
La primera menció escrita de la vila es remunta al 1260.

## Demografia
| Godina             | 1994 | 2004   | 2014   | 2024   |
| ------------------ | ---- | ------ | ------ | ------ |
| Nombre de persones | 571  | 542    | 524    | 500    |
| Diferència         |      | −5,07% | −3,32% | −4,58% |

| Godina             | 2023 | 2024   |
| ------------------ | ---- | ------ |
| Nombre de persones | 502  | 500    |
| Diferència         |      | −0,39% |